# Китабский государственный геологический заповедник
Китабский государственный геологический заповедник (узб. Kitob davlat geologiya qo‘riqxonasi) — геологический заповедник, расположенный в диапазоне высот 1300—2650 на юго-западных отрогах Заравшанского хребта, в бассейне реки Кашкадарья, Китабского района Кашкадарьинской области республики Узбекистан. Организационно находится в подчинении Государственного комитета по геологии и минеральным ресурсам (Госкомгеологии Республики Узбекистан). С 1993 года директором заповедника является Раҳмонов Уткир Жалилович.
С геологической точки зрения территория заповедника представляет собой часть Зеравшано-Алайской структурно-формационной зоны, входящей в систему герцинских складчатых сооружений Южного Тянь-Шаня. Объектами охраны в заповеднике являются уникальные стратиграфические разрезы и содержащиеся в них остатки древних ископаемых форм морских животных и растений. Разрез Зинзильбан признан хранителем международного стратиграфического эталона-стандарта нижней границы эмсского яруса нижнего девона или точки глобального стратотипа границы (избран Международной подкомиссией по стратиграфии девона в 1989 году и ратифицирован в 1996 году Международным союзом геологических наук).

## История
Заповедник основан в 1979 году в соответствии с постановлением Правительства Узбекской ССР № 206 от 22 марта. Изначально под территорию заповедника отводилось 3938 га.